# Корнелия Лентула
Корне́лия Ле́нтула (лат. Cornelia Lentula; погибла в 39 году, Рим, Римская империя) — римская аристократка из патрицианского рода Корнелиев, жена Гая Кальвизия Сабина.

## Биография
Корнелия принадлежала к старинному патрицианскому роду и приходилась дочерью ординарному консулу 1 года до н. э. Коссу Корнелию Лентулу. В 39 году она вместе с мужем была в провинции Паннония, легатом которой он был назначен принцепсом. Для изучения устройства военного лагеря проникла туда в одежде легионера, выведала у солдат интересующую информацию, вступив для этого в интимную связь с Титом Винием на главной площади лагеря.
По возвращении Гая Кальвизия Сабина и Корнелии Лентулы в Рим против них было возбуждено судебное дело; не дожидаясь приговора, они покончили с собой.